# 매드 랩퍼
매드 랩퍼(Mad Rapper)는 대한민국의 음악가로서 2007년 12월 13일 1집 앨범 몽(夢)을 발매했다. 대표곡은 '사랑, 상처, 그리고 그리움'으로 캐논 협주곡을 모티브로한 곡이다. 그 이전에도 2003년 경에 '고백할거야'라는 노래를 발표하기도 했다. 

## 음반 활동
- 《夢》 - 2007년